# Jurij Krawczenko
Jurij Fedorowycz Krawczenko (ukr. Юрій Федорович Кравченко, ur. 5 marca 1951 w Aleksandrii, zm. 4 marca 2005 w Kijowie) – ukraiński urzędnik państwowy, generał służby wewnętrznej Ukrainy, minister spraw wewnętrznych (1995–2001).

## Życiorys
Pracował jako robotnik w kopalni w Aleksandrii i elektryk w fabryce maszyn drukarskich w Kirowohradzie. Ukończył szkołę zawodową w Aleksandrii, w latach 1970–1972 odbył służbę wojskową. W 1978 został absolwentem szkoły wyższej resortu spraw wewnętrznych. Od lat 80. pracował w administracji państwowej, był zastępcą naczelnika i naczelnikiem wydziału spraw wewnętrznych komitetu wykonawczego miasta Aleksandria, następnie dyrektorem departamentu, zastępcą naczelnika i naczelnikiem wydziału spraw wewnętrznych komitetu wykonawczego w obwodzie kirowohradzkim.
W grudniu 1992 został wiceministrem spraw wewnętrznych Ukrainy, w grudniu 1994 objął stanowisko przewodniczącego państwowej komisji celnej. W 1998 otrzymał stopień kandydata nauk prawnych. Od lipca 1995 do marca 2001 był ministrem spraw wewnętrznych, stając się jedną z ważniejszych postaci w administracji prezydenta Łeonida Kuczmy. Został zdymisjonowany po dopuszczeniu do serii demonstracji żądających ustąpienia prezydenta w związku z morderstwem dziennikarza Heorhija Gongadze.
Posiadał stopień generała służby wewnętrznej Ukrainy.
4 marca 2005, którego to dnia miał składać zeznania w związku ze śmiercią Heorhija Gongadze, został znaleziony martwy. Według dokonanych ustaleń popełnił samobójstwo. W liście pożegnalnym obciążył Łeonida Kuczmę za swoją śmierć.

## Odznaczenia
- Order Bohdana Chmielnickiego III klasy (1999)[2]
- Wielki Oficer Orderu Wyzwoliciela San Martina (Argentyna, 1999)[3]
- Krzyż Wielki Orderu Zasługi (Portugalia, 2001)[4]